# Château du Goust
Le château du Goust est un château situé à Malville, en France.

## Localisation
Le château est situé sur la commune de Malville, dans le département de la Loire-Atlantique.

## Historique
- 1370, la première propriétaire connue est Jeanne d'Ussé, dame de Montjean[2].
- La seigneurie est vendue à Jean de Comenan, qui la possède jusqu'en 1400[3].
- Le château est ensuite propriété de la famille de Montfort jusqu'au XVe siècle.
- Moricette de Montfort épouse Robert de Brochereul.
- 1418, Robert de Brochereul à son décès, lègue la seigneurie à sa fille Jeanne Brochereul, Dame du Bois de la Roche[3].
- Jeanne Brochereul épouse Guillaume de Montauban.
- 1500, la seigneurie est à Guillaume Bardon[3].
- 1589, la seigneurie appartient à Jean de Montauban, chevalier du Goust, qui fortifie le château et s'illustre pendant les guerres de religion en tenant tête à la Ligue et aux Espagnols entre 1576 et 1596.
- 1601, garnison royale au château.
- Vers 1627-1628, le château fut démantelé, sur l'ordre de Richelieu[4].
- 1680, la seigneurie est à Mercoeur Bardon, seigneur de Malville[3],[5] Armes [6].

Le monument est inscrit au titre des monuments historiques en 2008.

Famille Brochereul.
Famille de Montauban.
Famille Bardon.